# Alexander Kopacz
Alexander Kopacz, född 26 januari 1990, är en kanadensisk bobåkare. Han blev olympisk mästare i tvåmanna tillsammans med Justin Kripps vid olympiska vinterspelen 2018 i Pyeongchang i Sydkorea, guldet delades med Tyskland.